# Casas-Ibáñez
Casas-Ibáñez es un municipio y localidad española de la provincia de Albacete, en la comunidad autónoma de Castilla-La Mancha. Está ubicado en la parte septentrional de la comarca de La Manchuela y limita con los municipios albaceteños de Villamalea, Fuentealbilla, Alcalá del Júcar y Alborea, y con los municipios valencianos de Requena y Venta del Moro. Su población asciende a 4591 habitantes (INE 2024).
El municipio se encuentra en lo que puede considerarse como el eje principal de La Manchuela, zona delimitada por los ríos Júcar y Cabriel, que también limita con la Comunidad Valenciana. El municipio de Casas-Ibáñez ocupa una extensión de 103,22 km², y se encuentra a un nivel medio de 707 m s. n. m.

## Geografía

Valle del río Cabriel desde el Balcón del Ensueño (Casas-Ibáñez). El Balcón es uno de los miradores más panorámicos de la «Derrubiada» (nombre con el que se conoce popularmente el valle del Cabriel en la zona).

Integrado en la comarca de La Manchuela, se sitúa a 54 kilómetros de Albacete. El término municipal está atravesado por la carretera nacional N-322, entre los pK 403 y 409, y por las carreteras autonómicas CM-3201, que conecta con Villamalea y Alcalá del Júcar, y CM-3218, que se dirige hacia Abengibre. 
El relieve presenta dos zonas bien diferenciadas. Los dos tercios meridionales forman parte de La Manchuela, prácticamente llana, en forma de altiplano, con alguna zonas más elevada al sur, donde se alza el cerro de San Jorge (773 metros). El tercio norte forma parte del descenso abrupto hacia el río Cabriel, que hace de límite con la provincia de Valencia. La altitud oscila entre los 773 metros (cerro de San Jorge) y los 410 metros a orillas del río Cabriel. El pueblo se alza a 700 metros sobre el nivel del mar. 
| Noroeste: Villamalea              | Norte: Venta del Moro (Valencia) | Nordeste: Requena (Valencia) y Alborea |
| Oeste: Villamalea y Fuentealbilla |                                  | Este: Alborea                          |
| Suroeste: Fuentealbilla           | Sur: Alcalá del Júcar            | Sureste: Alborea y Alcalá del Júcar    |

### Parajes naturales
Su término municipal cuenta con varios parajes de especial interés paisajístico:
- La Ceja, donde se divisa la depresión de la meseta manchega.
- La Terrera, en la ribera del río Cabriel.
- La Hoya Gualí, hacia el río Júcar.

Son de especial interés sus noches estrelladas (San Lorenzo, 10 de agosto), pues se divisa todo el firmamento desde sitios altos como el Tacón del Moro (en el cerro de San Jorge), con una atmósfera limpísima, ideal para divisar la lluvia de estrellas.

## Historia
Los orígenes del poblamiento del actual municipio de Casas-Ibáñez se remontan a la Edad de Bronce, puesto que hay evidencias de asentamientos de ese período en el paraje Hoya Gualí.
En 1833, cuando se creó la provincia de Albacete, la villa de Casas-Ibáñez consiguió su autonomía municipal definitiva.
Hasta entonces había formado parte del marquesado de Villena dependiendo de la villa de Jorquera.

## Geografía humana

### Demografía
Cuenta con una población de 4591 habitantes (INE 2024).
| Gráfica de evolución demográfica de Casas-Ibáñez entre 1842 y 2021                                                    |
| |
| Población de derecho según los censos de población del INE. Población de hecho según los censos de población del INE. |

Según el Instituto Nacional de Estadística, en 2021, Casas-Ibáñez contaba con 4540 habitantes censados. En 2017 era el segundo municipio más poblado de la Manchuela Albaceteña y el décimo de la provincia de Albacete.

### Economía

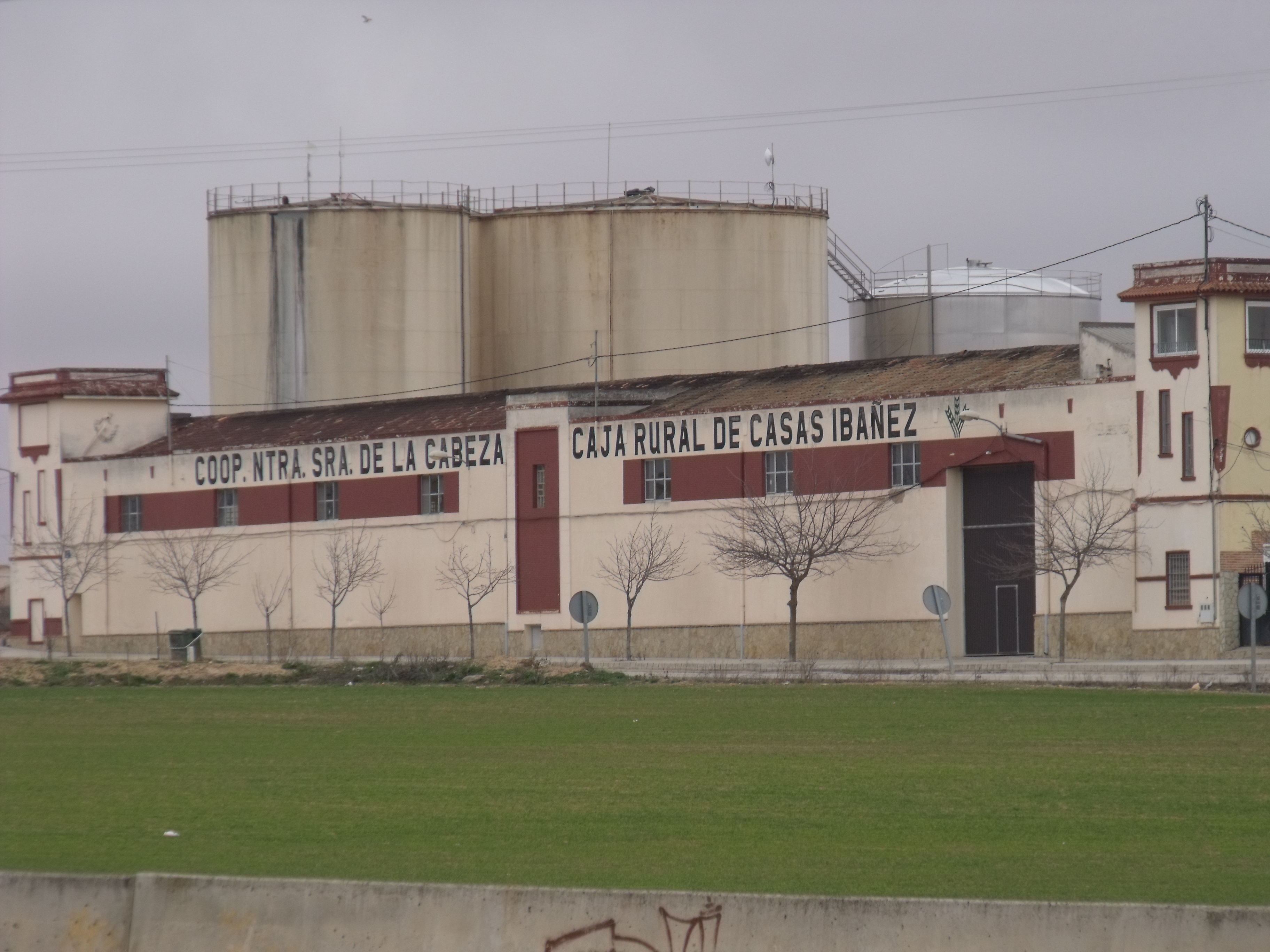
Instalaciones de la cooperativa agrícola

Casas-Ibáñez es centro comarcal y de servicios, con producciones y actividades en cereales, azafrán, ganadería, vinicultura, industria alimentaria, de maquinaria alimentaria, química y de fabricación de captadores solares, materiales de construcción, etc.
Como lugar de paso obligado para comunicar la zona de los llanos con Valencia, surgieron diferentes iniciativas empresariales para dar servicio tanto a viajeros como a visitantes, perfilando a sus ciudadanos como abiertos y acogedores.

### Comunicaciones y transporte público
A Casas-Ibáñez se puede llegar desde distintas carreteras:
- La principal vía de acceso es la carretera que va desde Albacete hasta Requena, es decir, la A-32/ N-322. Por Casas-Ibáñez pasa la A-32 / N-332, que va desde Albacete hasta Requena, donde enlaza con la A3.
- Desde Albacete, por la autovía A-31 (Autovía de Alicante), hasta La Roda, y desde allí, por la carretera comarcal CM-3106 hasta Tarazona de la Mancha, donde se toma otra carretera comarcal hasta Mahora. En esta última población, la N-322 nos llevará hasta nuestro destino, pasando por Fuentealbilla. Asimismo, la N-320, desde La Gineta, también en la A-31, nos conduce hasta Tarazona de la Mancha.
- También se puede llegar por la CM-3201 que, partiendo de Almansa (A-31), une esta autovía con la A-3 (Autovía del Este).
- La línea de autobús 725 (Villatoya - Casas-Ibáñez - Albacete) parte entresemana de Villatoya hacia la ciudad de Albacete, pasando por Alborea, durando el viaje aproximadamente 1 hora. Los fines de semana, sale desde Casas-Ibáñez y pasa por Mahora, Fuentealbilla y Golosalvo, hasta llegar a la capital de la provincia.[5]

## Administración
Las elecciones municipales de 2019 en Casas-Ibáñez, celebradas en mayo de dicho año, depararon los siguientes resultados:
| Elecciones municipales de 2019 en Casas-Ibáñez |       |          |            |
| Partido político                               | Votos | %Válidos | Concejales |
| Partido Socialista Obrero Español              | 875   | 33,86%   | 4          |
| Partido Popular                                | 852   | 32,97%   | 4          |
| Ciudadanos                                     | 493   | 19,08%   | 2          |
| Izquierda Unida                                | 323   | 12,5%    | 1          |

## Partido judicial
El partido judicial, del que es capital Casas-Ibáñez, está compuesto de los siguientes municipios: 
- Abengibre
- Alcalá del Júcar
- Balsa de Ves
- Casas de Juan Núñez
- Casas de Ves
- Cenizate
- Fuentealbilla
- Golosalvo
- Jorquera
- Motilleja
- Navas de Jorquera
- Pozo-Lorente
- La Recueja
- Villa de Ves
- Villamalea
- Villatoya
- Villavaliente

## Patrimonio

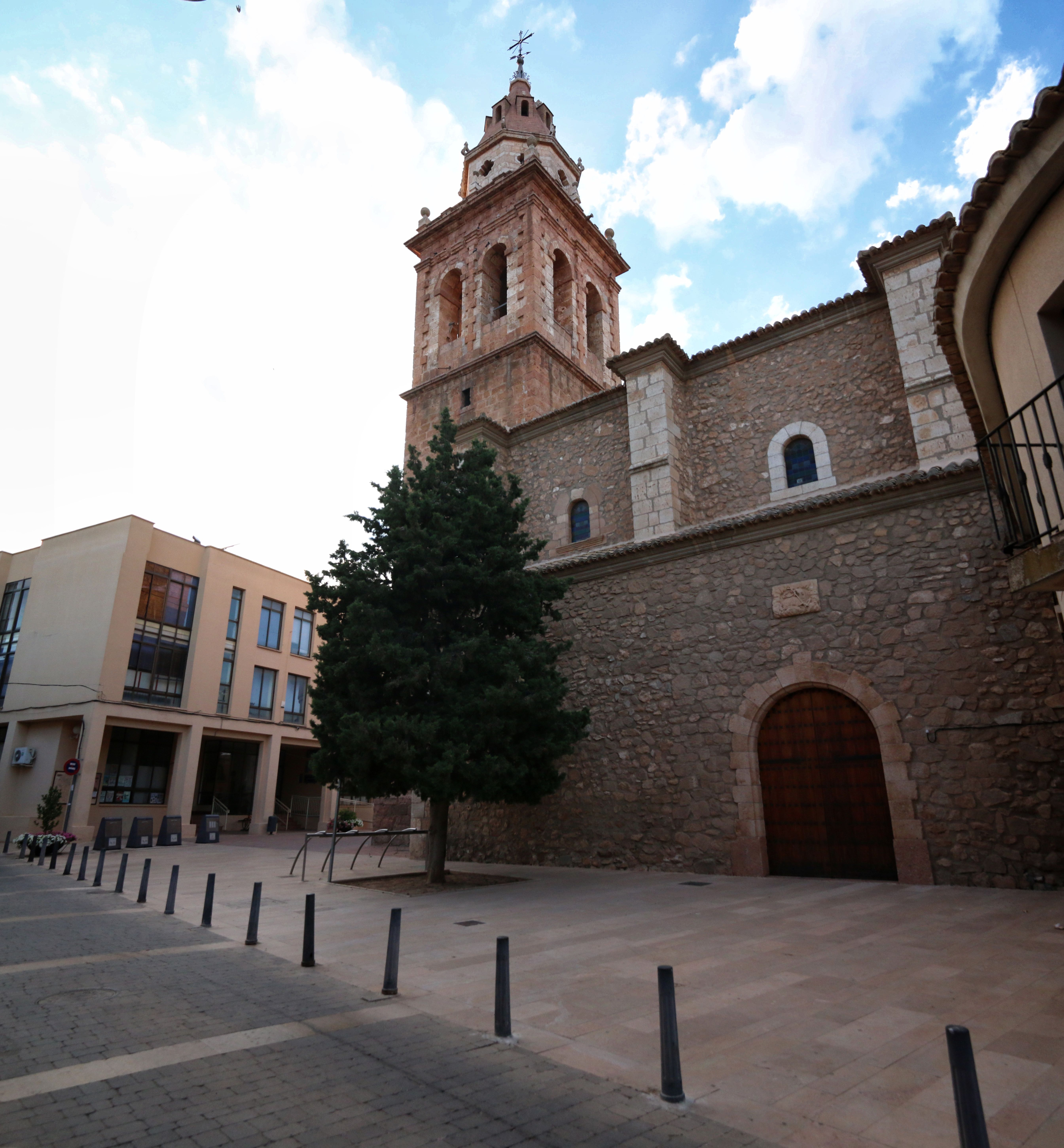
Iglesia de San Juan Bautista

- Su edificio más destacable es la iglesia de San Juan Bautista, obra barroca del siglo XVII y comienzos del XVII, dedicada a San Juan Bautista, y con sucesivas reformas. Alberga un notable Cristo tallado en marfil, del siglo XVIII.
- Capilla de los Ochando, de estilo rococó.
- En las afueras de la población se encuentra la ermita de la Virgen de la Cabeza, obra sencilla y rodeada de parque, donde el último domingo de abril el pueblo celebra de forma multitudinaria la fiesta de su patrona.

### Camino de Santiago de la Lana
A finales del siglo XX, tomó gran importancia la difusión de los diferentes Caminos de Santiago que recorren la provincia de Albacete, entre ellos la Ruta de la Lana. Este camino une la ciudad de Alicante con la de Burgos, donde se une con el Camino Francés, y recorre la provincia de Albacete desde Almansa hasta Villamalea, pasando también por los términos municipales de Bonete, Alpera, Alatoz, Alcalá del Júcar y Casas-Ibáñez.

## Fiestas
El último domingo de abril, el municipio celebra una romería de forma multitudinaria y con gran devoción a su patrona, la Virgen de la Cabeza. Sobresale, por encima de todos los actos, la romería en el santuario ubicado a dos kilómetros de la localidad y el traslado de la imagen de la Virgen hasta la iglesia parroquial en la tarde-noche del domingo, donde es recibida con los acordes del himno nacional, aplausos y llantos de emoción. 

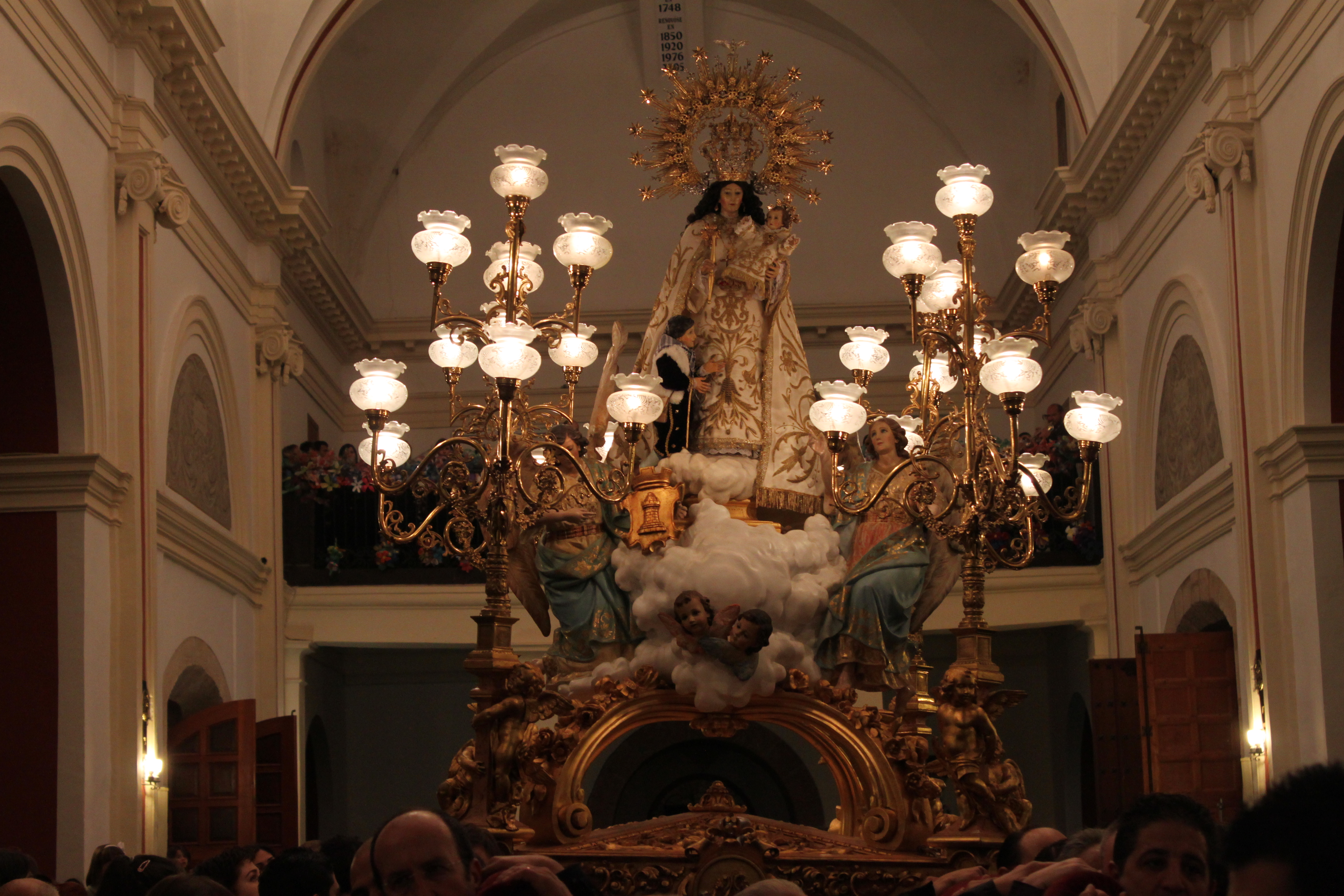
Imagen de la Virgen de la Cabeza

Al día siguiente, tiene lugar la Misa Mayor en honor a la Virgen y, por la tarde, la ofrenda de flores y procesión por las calles de la localidad. También es destacable el cariño con el que el municipio, por medio de la Tuna, canta los mayos a su patrona en la noche del 30 de abril.
Del 24 al 29 de agosto se celebran las ferias y fiestas en honor a San Agustín. En sus orígenes tuvo un carácter comercial más que festivo. Eran días para realizar tratos con mulas, compra de aperos de labranza o utensilios de cocina (lebrillos, pucheros, sartenes) o para echar a las rifas de los turroneros. Hoy en día tienen un carácter eminentemente lúdico-festivo.
El día 24 tiene lugar la apertura de la feria con una cabalgata con una mayor presencia en los últimos años. Los cinco días posteriores están cargados de actividades culturales (exposiciones, teatro, actuaciones musicales, danzas), deportivas, lúdicas para los más pequeños y otras como corridas de toros o las vaquillas, sin pasar por alto las formidables noches de verbena. Es sin duda la feria de Casas-Ibáñez un referente en la comarca llegando incluso en esos días a acrecentar su población.
Otras fiestas de interés son San Antón, el 17 de enero, con la rifa del cerdo y reparto del pan bendito, el Carnaval, San Isidro. En este sentido, la celebración de estos festejos responde a una apropiación sobre municipios adyacentes, hecho reiterado en otras festividades. ‘'El Cristo, celebrado el sábado más próximo al 14 de septiembre con hogueras, procesión y ofrenda de alábega al ‘'Cristo de la Salud.

## Gastronomía
La gastronomía típica de la zona son los gazpachos manchegos, el pan bendito, los nuegados, los embutidos, especialmente las güeñas (longanizas picantes hechas con carne y sangre), el perro (una especie de morcón) y las morcillas con piñones, aunque ninguno de los mismos son propios del municipio. También el moje manchego (ensalada fresca de tomate casero con atún, huevo duro, cebolla y olivas negras).